# Plabutsch
Der Plabutsch, auch Plabutschzug, im weiteren Sinne Plabutsch-Buchkogel-Zug ist ein Höhenzug in der Steiermark. Sein Hauptgipfel ist der 754 m ü. A. hohe Fürstenstand, dessen direkter Stock oft als der eigentliche Plabutsch bezeichnet wird.

## Geographie

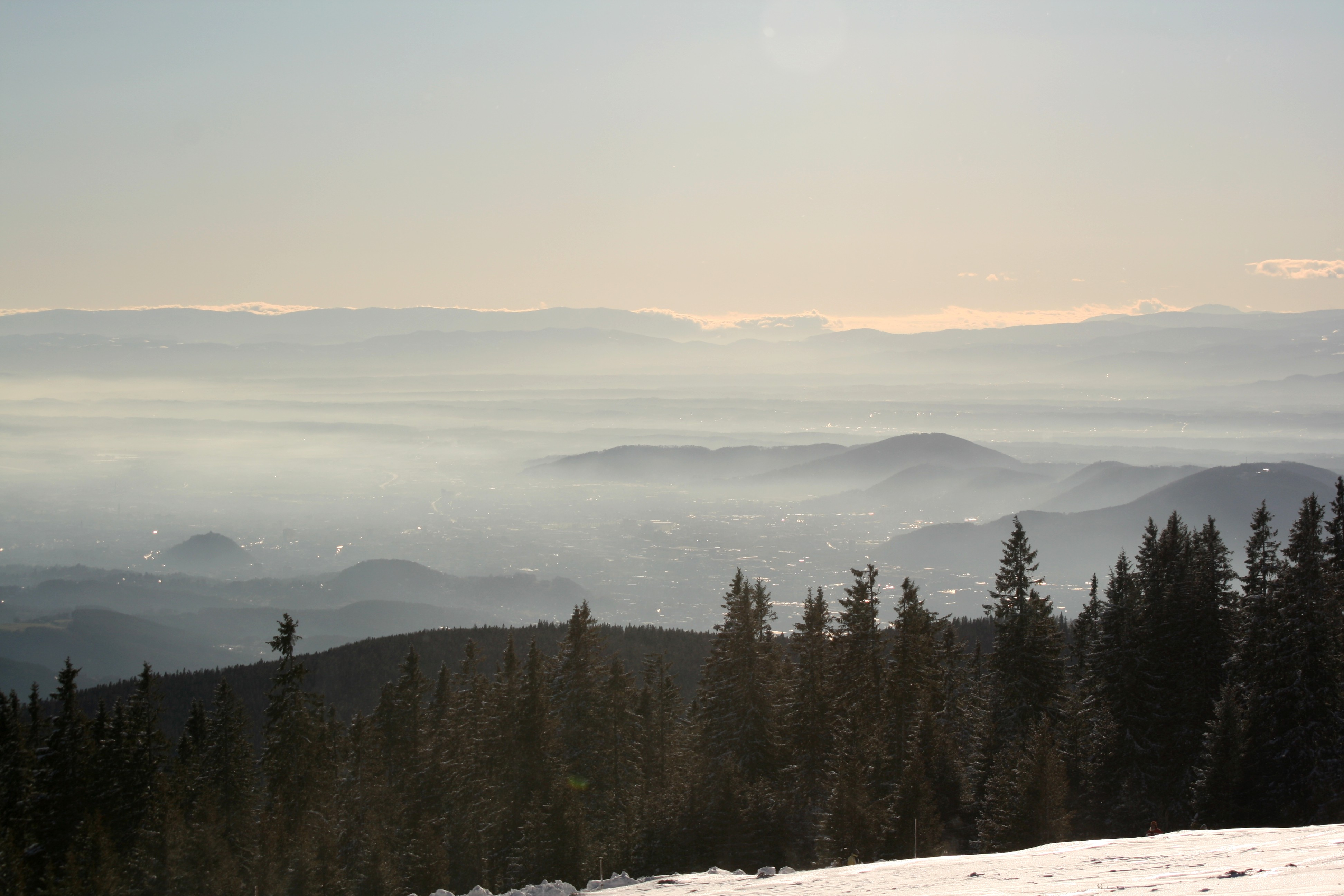
Blick vom Schöckl nach Südwesten auf Graz: rechts der Plabutschzug im Dunst, hinten die Koralpe

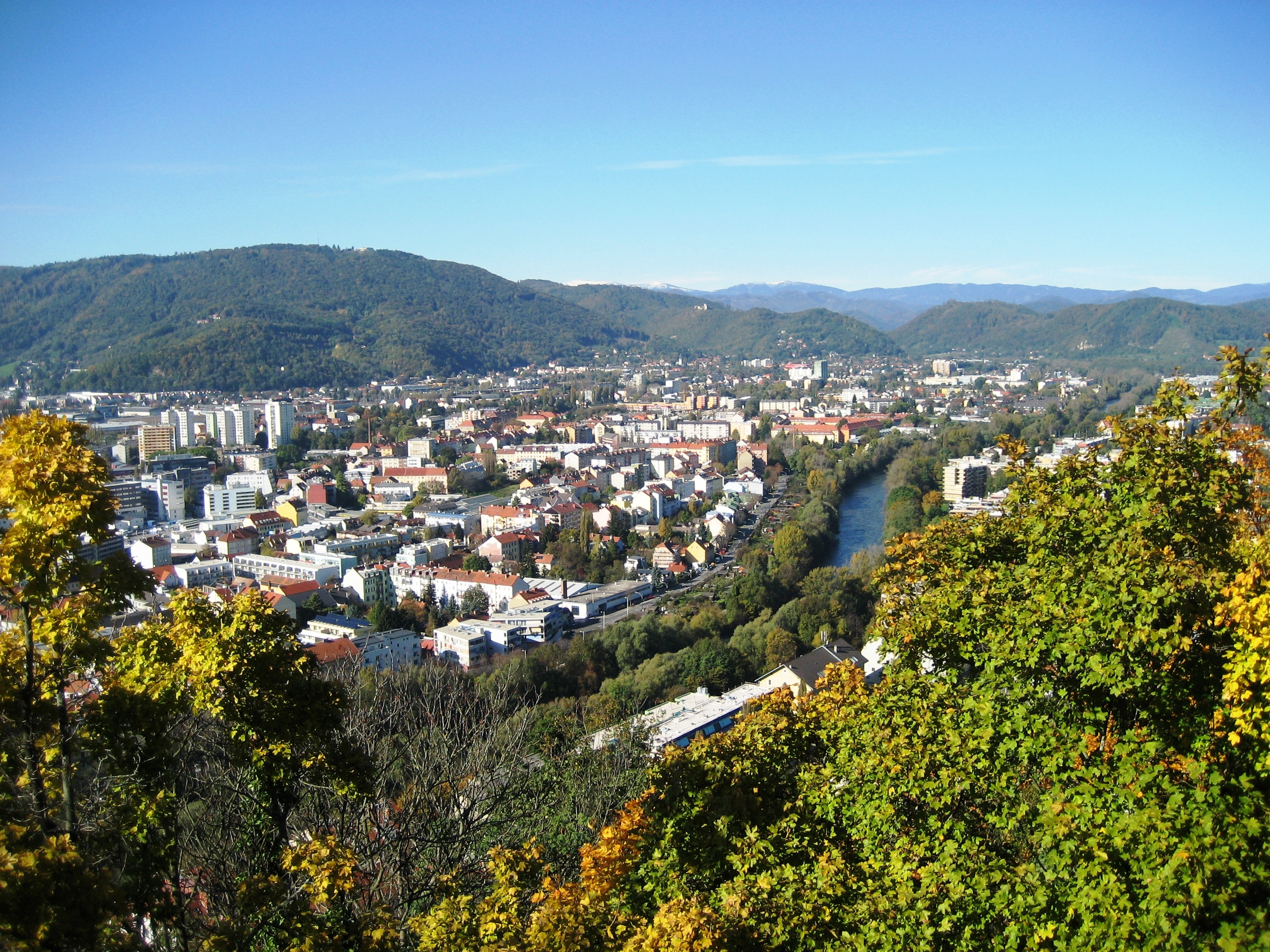
Blick am Schloßberg nach Nordwesten: Graz mit dem Plabutsch und anschließender Göstinger Ruinenberg, der Mur-Durchbruch vom Gratkorner Becken an Kanzel- und Admonter Kogel, hinten Grazer Bergland und die Gleinalpe

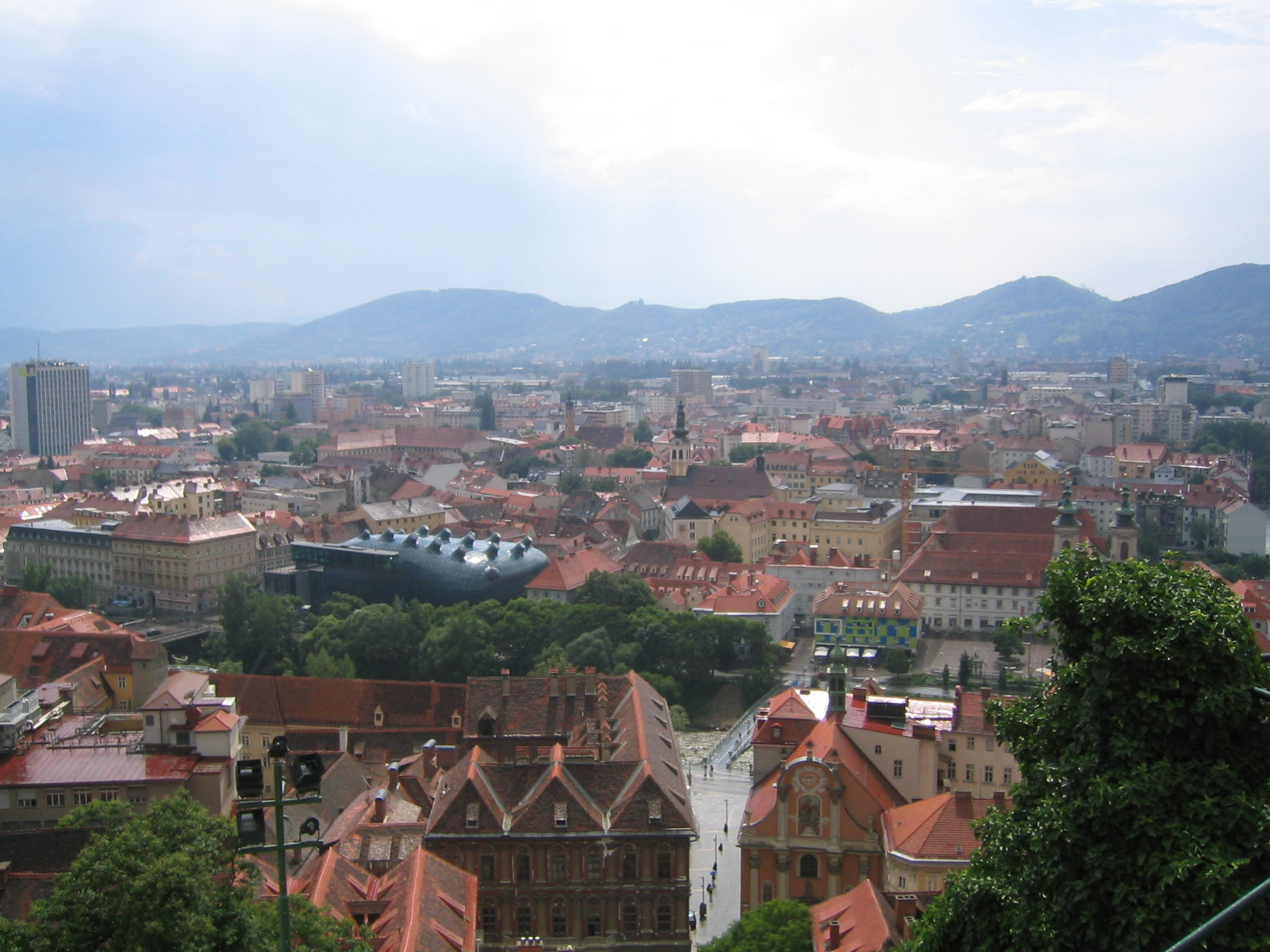
Blick am Schloßberg nach Südwesten: Die weiteren Gipfel des Plabutsch-(Buchkogel-)Zuges

### Lage und Landschaft
Der Plabutsch erstreckt sich über knapp 10 km von Nord nach Süd und begrenzt die Landeshauptstadt Graz im Westen.
Über der Stadt Graz (amtlich 363 m ü. A.) erhebt sich der Plabutschstock 400 Meter, nach Süden fällt er dann sukzessive ab. Er bildet den südlichsten Ausläufer des (Westlichen) Grazer Berglands. Nördlich schließt der West–Ost-streichende Zug des Generalkogels (bis 742 m) an, von dem der Plabutsch durch den Durchbruch des Thaler Bachs getrennt ist. Westlich sind bei Thal Frauenkogel (561 m) und Madersberg (540 m) vorgelagert. Zusammen bilden diese Berge das Bergland westlich von Graz. Östlich fällt der Plabutschzug in das Grazer Feld (Grazer Becken) ab, westlich streichen seine Vorberge in das Steirische Riedelland aus, südlich läuft der Plabutschzug zur Kaiserwaldterrasse aus.
Anteilhabende Stadtbezirke von Graz sind (von Nord nach Süd) Gösting, Eggenberg, Wetzelsdorf und Straßgang. Am Westfuß liegt Thal, am Südausläufer Seiersberg und Mantscha (Gemeinde Hitzendorf).
Begrenzt wird der Höhenzug, dessen markanteste Punkte der Plabutsch und der Buchkogel bilden, im Norden durch den Thaler Bach, im Osten durch die Stadt Graz respektive im weiteren Sinne die Mur, im Süden durch das Ortsgebiet von Pirka und im Westen durch oberen Förstlbach, unteren Katzelbach und Thaler Bach.

### Berge und Erhebungen
Wichtige Geländepunkte (von Nord nach Süd)
- Plabutsch, Fürstenstand (Fürstenwarte, 754 m)
- Hubertushöhe (Kernstockwarte, 562 m)
- Mühlberg (720 m)
- Einsattelung im Bereich der Streusiedlung Plabutsch (Plabutschdörfl, ca. 622 m)
- Gaisberg (636 m)
- Gaisbergsattel (Herrgott auf der Wies, 527 m)
- Kollerberg (633 m)
- Einsattelung von Einöde und Feliferhof (Steinbergstraße, ca. 470 m)
- Ölberg (559 m)
- St. Johann und Paul (562 m)
- Buchkogel (Kronprinz-Rudolf-Warte, 656 m)
- Kehlbergsattel (Bildföhre, ca. 494 m)
- Bockkogel (539 m)
- Florianiberg (Florianikirche, 527 m)

### Geologie
Geologisch gehört der Plabutsch zum Grazer Paläozoikum. Er ist überwiegend aus Kalken aufgebaut, die im Devon vor 400 bis 350 Millionen Jahren abgelagert wurden und damit weit älter sind als die Kalkalpen. Hier am Plabutsch handelt es sich überwiegend um Dolomite und Dolomitsandsteine (Rannach-Fazies). Zu den charakteristischeren Formationen gehören die dunklen, fossilreichen Bankkalken der Barrandei-Schichten, die den Fürstenstand und die Plabutsch-Westflanke bilden, an letzterer finden sich auch Steinbergkalke, die Hauptmasse sind die unteren (älteren) Sandsteinfolgen. Diese neigen alle mehr oder minder zur Verkarstung.
Der Aufbau des Plabutschzugs ist durch mehrere West–Ost verlaufende Brüche charakterisiert, die die einzelnen Gipfel und Einsattelungen bestimmen.
In den Auffaltungsprozessen der Alpen angehoben, bildete sich hier das Steirische Becken und die Grazer Bucht als Randbereich des Paratethys-Meeres. Schon im Oligozän, vor um die 50 Millionen Jahren, wird die Landschaft den Charakter eines Rumpfgebirges (Altfläche) gehabt haben, und der Generalkogel–Plabutsch-Zug einen Küstenbereich eines Kaps gebildet haben (der Wildoner Berg südlich, ein kleines verkarstetes Plateaubergland, ist hingegen junger Leithakalk, ein Riffkalk der Paratethys). Vermutlich reichte die Verkarstung des Plabutschstocks im Miozän, vor ab etwa 20 Millionen Jahren, unter das heutige Talniveau, thermale Wässer, die aus Tiefen bis 1000 Metern aufstiegen (wie die heutige Herrgottwiesquelle oder Tobelbad) lassen ein noch tieferliegenderes Karstsystem vermuten. In den Zeiten des Karpatium bis Badenium, vor um die 15 Millionen Jahren, verlandete die Grazer Bucht wieder, bei Puntigam erreichen die Sedimente 300 Meter Mächtigkeit. Die Hauptentwässerung wird gegen Westen mit folgender Hauptfließrichtung Süd gewesen sein, so wird der Thaler See noch heute von Grundwasser mitgespeist. Ab dem Sarmatium, vor etwa 12 Millionen Jahren, verändern sich die umliegenden Ablagerungen von marin zu limnisch (aus Süßwasserseen) bis fluvial (Flussschotter), Ab dann setzen hier im Raum starke Hebungen ein (Steirische Faltungsphase), die bis heute nicht abgeschlossen sind, und den Charakter der Flussläufe des gesamten Steirischen Randgebirges und Riedellandes prägen.
Die Eggenberger Brekzie etwa bei Algersdorf und Eggenberg ist ein Felsbruchschutt des oberen Miozän (Sarmatium/Pannonium), um 10 Mio. Jahre alt.
Die Sedimentation im Raum endet Ende des Miozän, hierorts als Zeitstufe Pontium genannt, vor etwa 5 Millionen Jahren, ab dieser Zeit wurde das alte Karstrelief teils wieder freigelegt und neu überformt. Der Lauf des Katzlbachs und Thalerbachs nach Norden und zur Mur mit dem Durchbruch des Göstinggrabens dürfte eine sukzessive nach Norden zurückwandernde Anzapfung dieser Zeit gewesen sein, die den Plabutschzug dann freigestellt hat, Es finden sich auch ältere Höhlenschläuche neu durch Fließgewässer phreatisch überformt. Aus den großen Eiszeiten sind mehrere Terrassenniveaus und etliche andere glaziale Formationen erhalten. Der Kaiserwald südlich beispielsweise ist eine altpleistozäne Schotterplatte (vor um die 2 Mio. Jahre).
Die Verkarstung hält bis heute an, mit Karstformationen wie Dolinen, Höhlen (Einsiedeleigrotte bei Algersdorf) und Quellen (beispielsweise in der Eisbründlhöhle und die Puntigamer Quellen).

### Natur
Der Plabutsch ist in den Höhenlagen bis auf wenige Ausnahmen fast vollständig bewaldet. Seine Ausläufer sind nach Süden zunehmend intensiv landwirtschaftlich genutzt.
Gewässer gibt es nur wenige: Katzelbach-Thaler-Bach und die Bründlteiche am Fuße des Buchkogels bilden ein markantere Ausnahme. Einöd-, Bründl- und Katzelbach (zum Bad Straßgang) versickern im Talboden oder wurden im Stadtgebiet von Graz verrohrt.
Seit 1956 steht der Höhenzug unter Landschaftsschutz, er gehört zum Schutzgebiet Westliches Berg- und Hügelland von Graz.
Die Grüngürtel-Funktion für die Stadt Graz ist durch die Zersiedelung seines Osthangs aber eingeschränkt.
Der Laubmischwald bietet vielen seltenen Tier- und Pflanzenarten eine Heimat. Nennenswert sind etwa ein Bestand an Gämsen (militärisches Sperrgebiet Feliferhof) oder als Vertreter der geschützten Pflanzen  Schwarz-Germer, Lilien-Becherglocke, Färber-Meier.
Weitere Schutzgebiete sind die geschützten Landschaftsteile Bründlteiche und Greitjoslkapelle in Gedersberg.

## Geschichte
Es gibt eine Deutung des Namens aus einer keltischen Wurzel bla- für einen Bergbauort, in Bezug auf vage Hinweise auf einen vorrömische Kupfer- und Eisenabbau. Eine andere Anleitung ist von einem slawischen Personennamen Blagota, wohl auf die Ortslage des Plabutschdörfls bezogen. Jedenfalls hieß der Berg bis in das 19. Jahrhundert Grafenberg, danach allgemein Bauernkogel, erst später verbreitete sich B-/Plawutsch[-Gebirge].
Am Plabutsch wurden etliche Steinbrüche betrieben. Schon seit dem Mittelalter wurde Eisenerz auf der Buchkogelalm abgebaut. Im 18. und 19. Jahrhundert wurden dann an über 30 verschiedenen Stellen umfangreich Baukalk und Bausteine abgebaut, die sich in Graz an vielen historischen Gebäuden finden. Zu den wichtigsten gehörte der Gaisberger Marmor oder der große Abbau beim Wirtshaus Blaue Flasche in Gösting an der Hubertushöhe. Der letzte Abbau im Plabutschdörfl wurde in den 1970ern eingestellt. Am Buchkogel und in den 1940ern am Kollerberg wurden auch eisenhaltige Farberden gewonnen. Heute wird kein Bergbau mehr betrieben.

## Erschließung und Baulichkeiten
Der Plabutsch dient als Naherholungsgebiet mit Aktivitäts- und Ruhezonen, Picknickwiesen und Möglichkeiten zum Wandern, Laufen und Rad fahren. Zwei Aussichtswarten, der Fürstenstand (Fürstenwarte am Gipfel; 2024 ausgebaut) und die Kronprinz-Rudolf-Warte auf dem Buchkogel, bieten einen schönen Blick auf ganz Graz, ebenso eine 2010 fertiggestellte Panoramaterrasse bei der Kirche St. Johann und Paul. Auf der Hubertushöhe steht die Kernstockwarte, die nach einer Sperre renoviert und mit erhöhtem Geländer der Wendeltreppe etwa 2017 wieder geöffnet wurde.
Auf dem höchsten Punkt des Plabutsch befindet sich ein Heurigenrestaurant, beim Kirchlein St. Johann und Paul sowie südlich des Buchkogels und auf der Hubertushöhe je ein Gasthaus. Ebenfalls bietet ein Gasthaus im Bereich des Florianibergs eine Einkehrmöglichkeit.
Im Winter bot der Thaler See (Gemeinde Thal) bis um 2010 Eislaufmöglichkeit und die Bründlwiese einen Kinderskilift zur freien Nutzung.
Der höchste Punkt des Plabutsch (Fürstenstandwarte und Heuriger) ist über eine Straße von Graz-Wetzelsdorf (etwa 5 km) über den Gaisbergsattel zu erreichen. In der Mitte wird der Höhenzug von der stark befahrenen Steinberg-Landesstraße (L301) durchquert, dem wichtigsten Verkehrsweg nach Hitzendorf in die Weststeiermark. Diverse Wanderwege führen von allen Seiten auf den Berg. Eine zunehmend intensive Nutzung für Mountainbike-Routen wurde bisher nicht in ein Konzept umgesetzt.
Direkt auf dem Höhenzug stehen zwei Kirchen: St. Johann und Paul (16. Jahrhundert) und die St. Florian auf dem Florianiberg. Am Nordosthang des Florianibergs liegt der Straßganger Friedhof und die dazugehörige Pfarrkirche. Ebenso befindet sich am Osthang des Buchkogels Schloss St. Martin mit Schlosskirche.
Am Fuße des Plabutsch-Höhenzugs befinden sich auf Grazer Seite das Schloss Eggenberg, das 2010 zum Grazer UNESCO-Welterbe hinzugefügt wurde, drei Krankenhäuser (UKH, LKH West, Barmherzige Brüder Eggenberg), sowie die Landwirtschaftliche Fachschule Grottenhof. Hinter Schloss Algersdorf befand sich bis in die Zwischenkriegszeit die Gaststätte Zur Einsiedelei, an die noch ein Weg erinnert.
Der Plabutsch wird längs vom Plabutschtunnel durchzogen, dem zweitlängsten Autobahntunnel Österreichs, der als Teil der Pyhrnautobahn (A9) eine wichtige Umfahrung des Grazer Stadtgebiets bildet. Seine Trasse zeigt auf der Karte ein seitengespiegeltes „J“, der kurze nach Osten weisende Schenkel wird nicht von Berg überdeckt. Ursprünglich war der Bau der A9 durch Stadtgebiet östlich des Bergs geplant gewesen, eine Volksbefragung entschied jedoch dagegen, schon enteignete und abgesiedelte Hausbewohner konnten wieder zurückkehren. Der einzige gebaute, südlichste Teil der Trasse, der „Weblinger Stumpf“ am „Verteilerkreis Webling“ wurde als Umsteige-Parkplatz genutzt, bröckelte an der Überbrückung der Kärntnerstraße und wurde 2017 abgerissen.
Auf dem Gaisberg (westseitig) sowie unterhalb des Buchkogels (ostseitig) befindet sich je ein Entlüftungsschacht des Tunnels auf dem Berg. Der heute zweiröhrige Tunnel hat zwei Notausfahrten Richtung Osten: Bei den Bründlteichen zur Krottendorferstraße im Süden und bei der Berg- zur Baiernstraße im Norden.

## Ehemaliger Sessellift (1954), Planungsvorhaben Gondelbahn (2013)
1954 bis 1971 war der Gipfel durch den Sessellift Plabutsch ab ÖV-Haltestelle Volksschule Gösting erreichbar. Am 7. November 2018 präsentierten die Stadtregierenden von ÖVP und FPÖ in einer Pressekonferenz und auf der Website der Stadt Graz das Vorhaben, eine Gondelbahn mit Kurven von einer Talstation Peter-Tunnergasse (Bezirk Eggenberg) via Osthang zu einer Zwischenstation nahe dem Gipfel und westwärts wieder talwärts zum Thalersee im Detail zu planen. Die Opposition mahnte stattdessen Investitionen in den Straßenbahnverkehr in der Stadt ein. Am 14. März 2019 wurde von den Gemeinderäten der ÖVP und FPÖ die Durchführung einer Volksbefragung im Sommer 2019 beschlossen. Ebenfalls Dringliche Anträge der Opposition, die Befragung schon vor der Detailplanung durchzuführen und die Busanbindung von Thal zu verbessern, wurden abgelehnt. Die KPÖ sammelte 7500 Unterschriften für eine Volksbefragung. Vor dem Hintergrund zu erwartender Einnahmeausfälle der Stadtgemeinde aufgrund der Corona-Pandemie 2020 wurde das Planungsvorhaben Gondel am 13. Mai 2020 gestoppt.

## Bilder

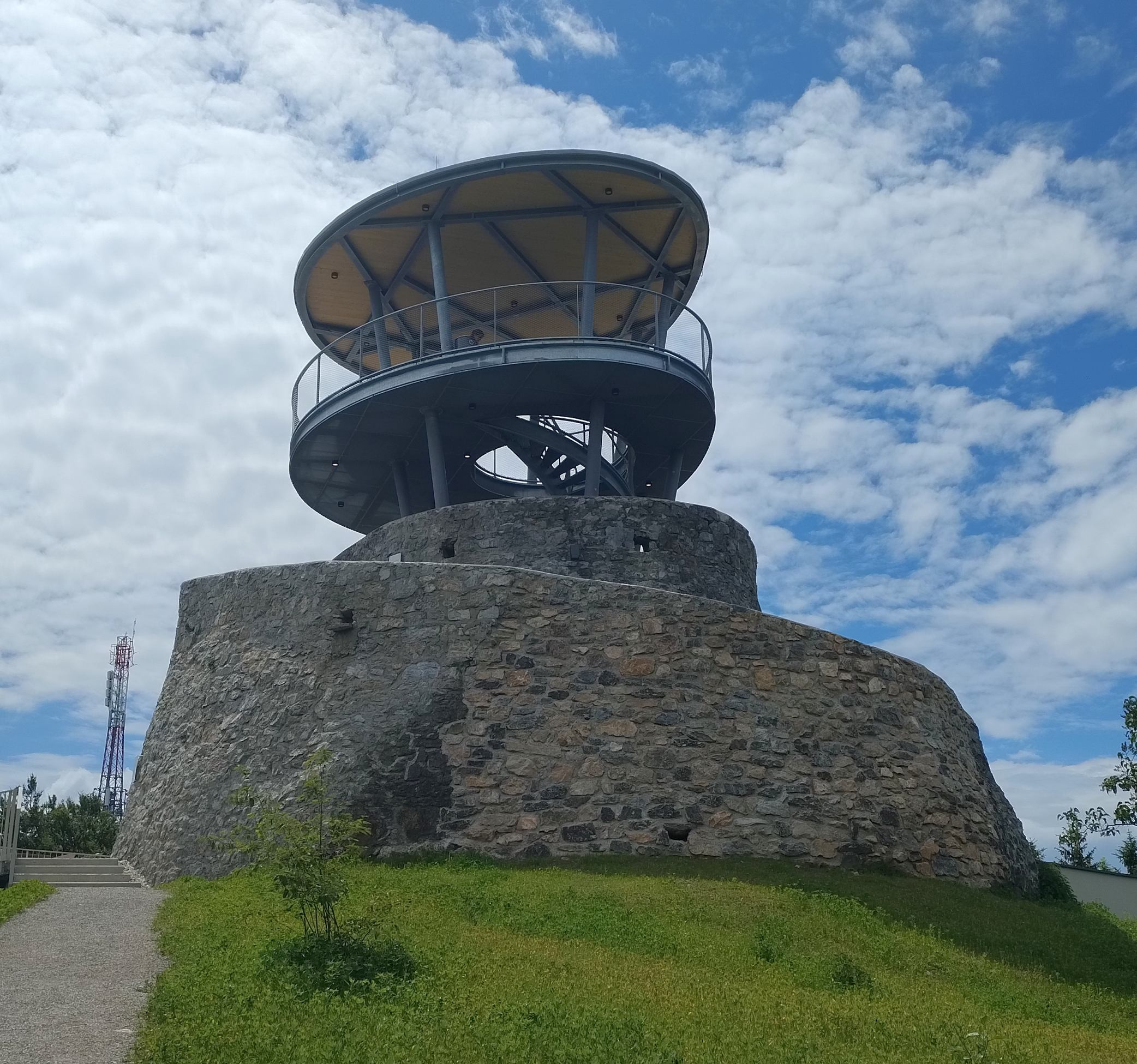
Der Fürstenstand
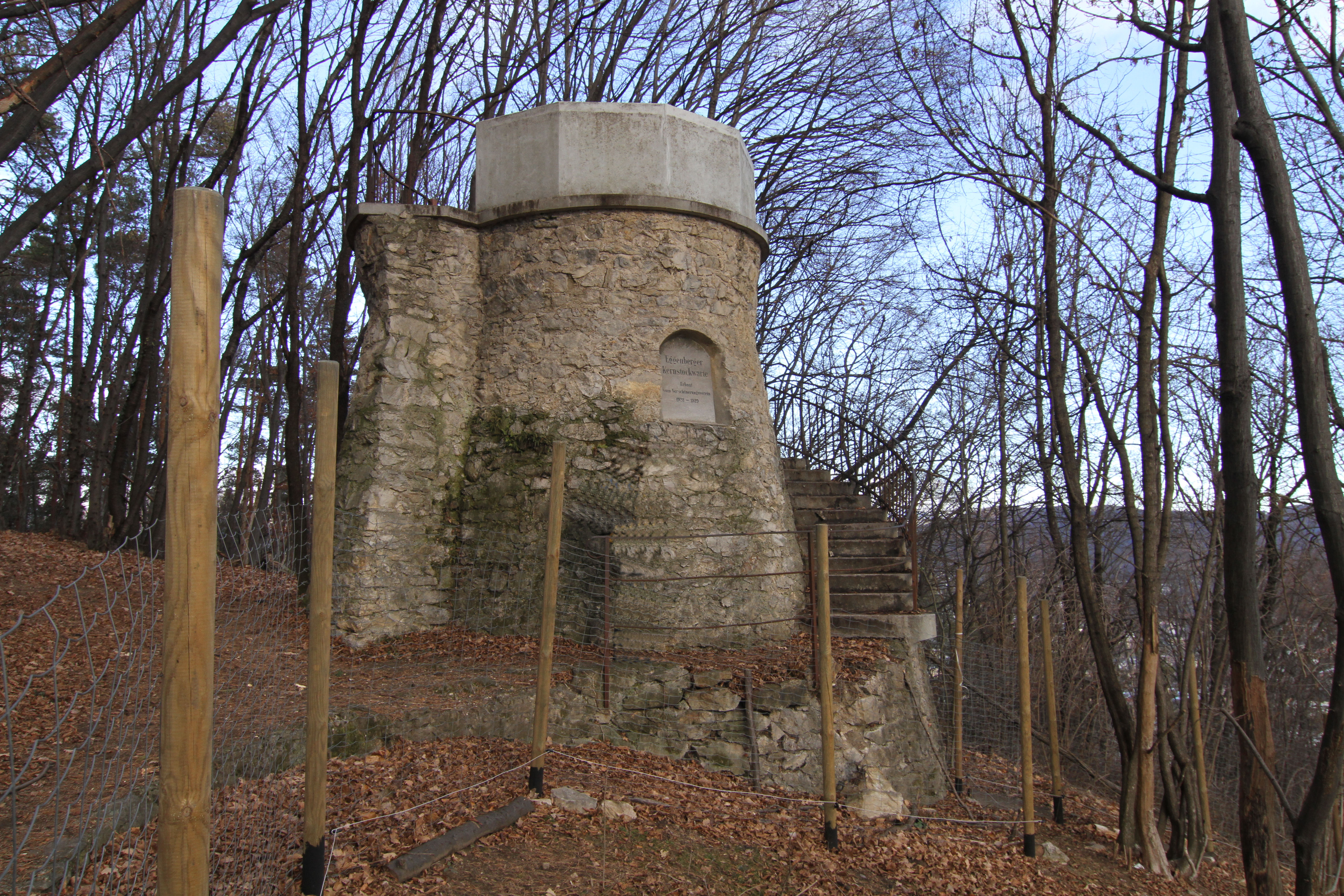
Die Kernstockwarte
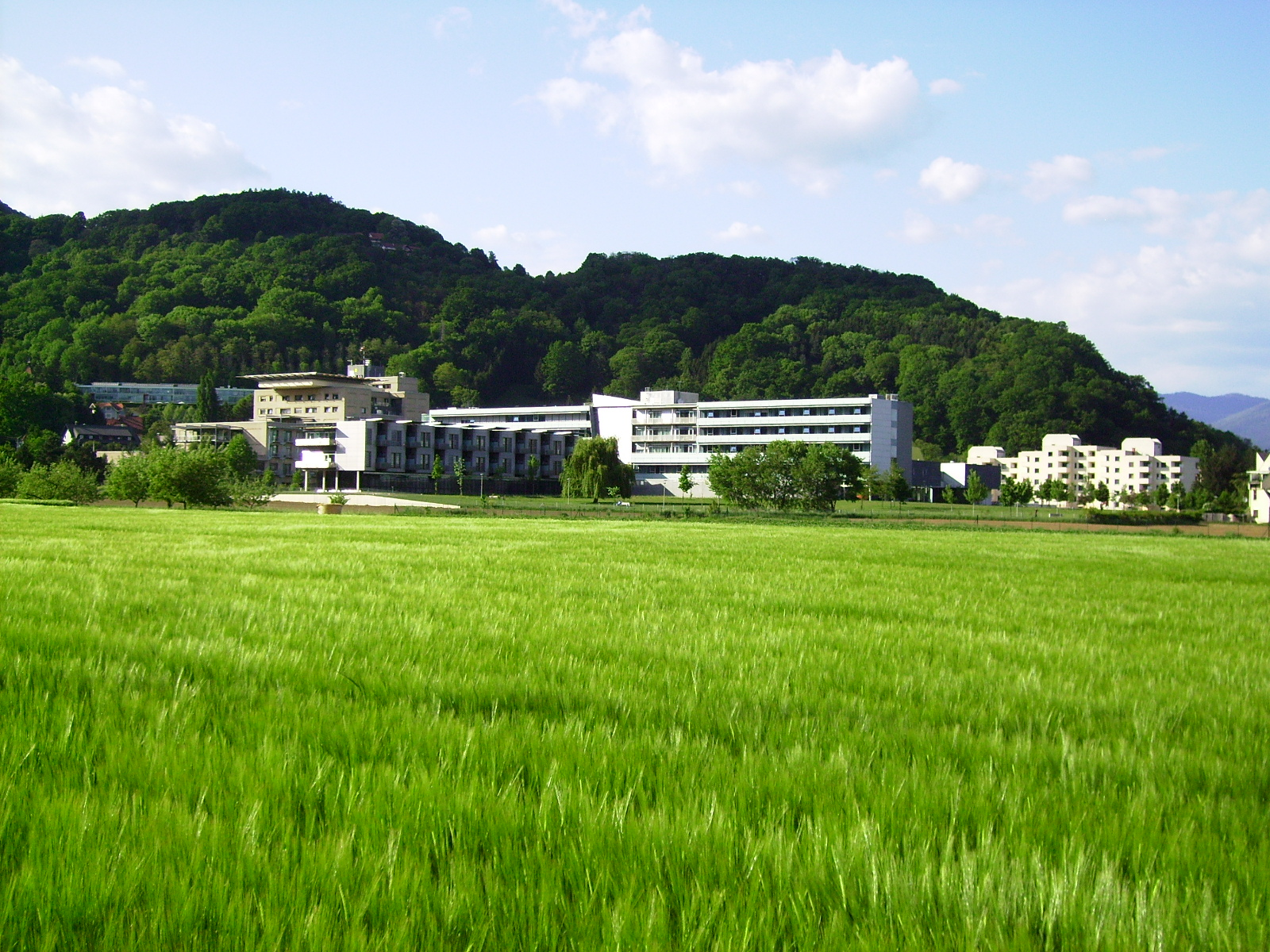
Das Spitalszentrum UKH-LKH West am Fuß der Hubertushöhe
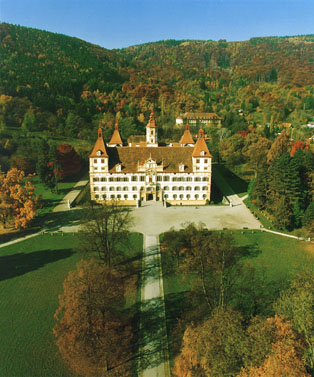
Schloss Eggenberg mit der Einsattelung von Plabutschdörfl
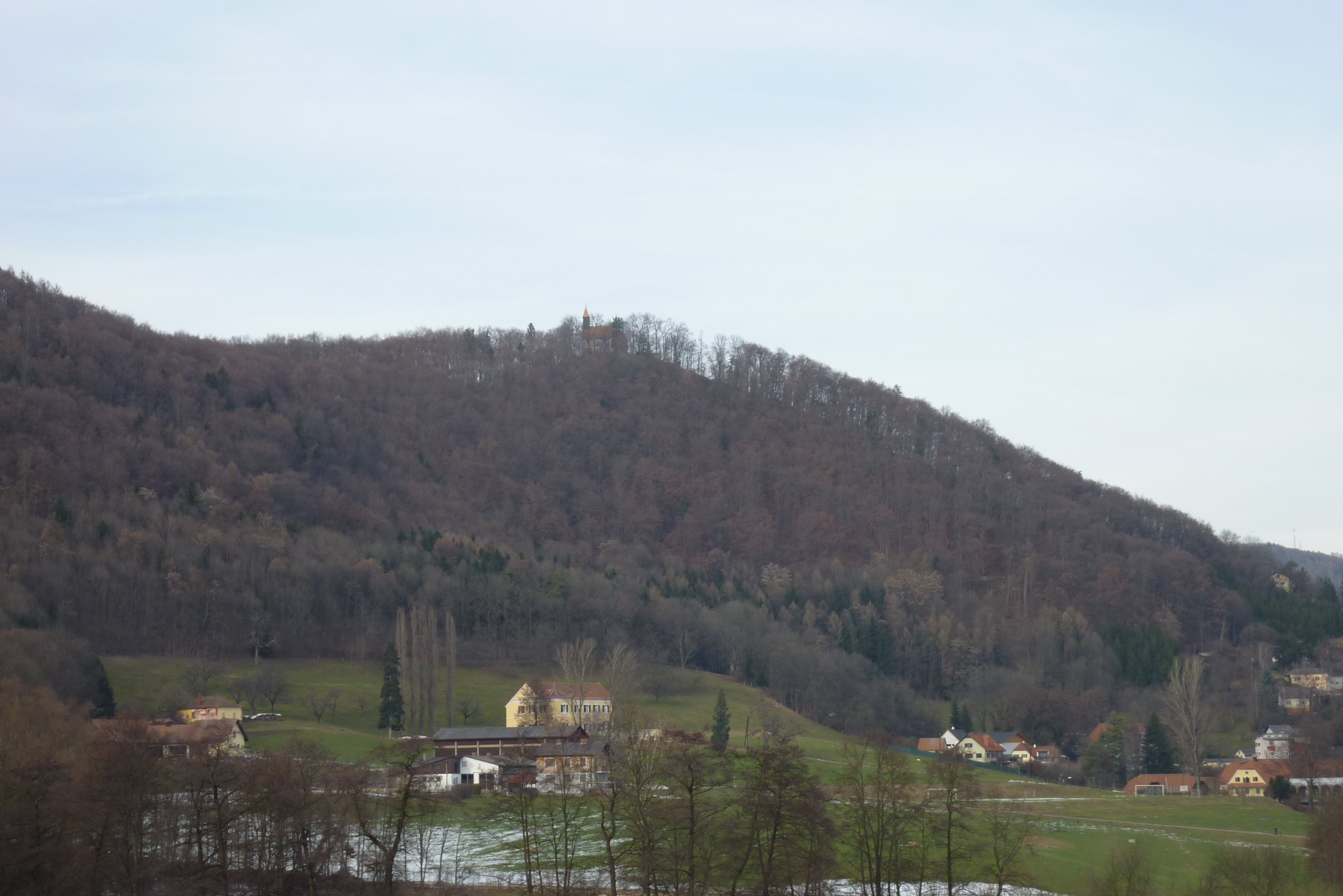
Der Kirchberg von Johann und Paul
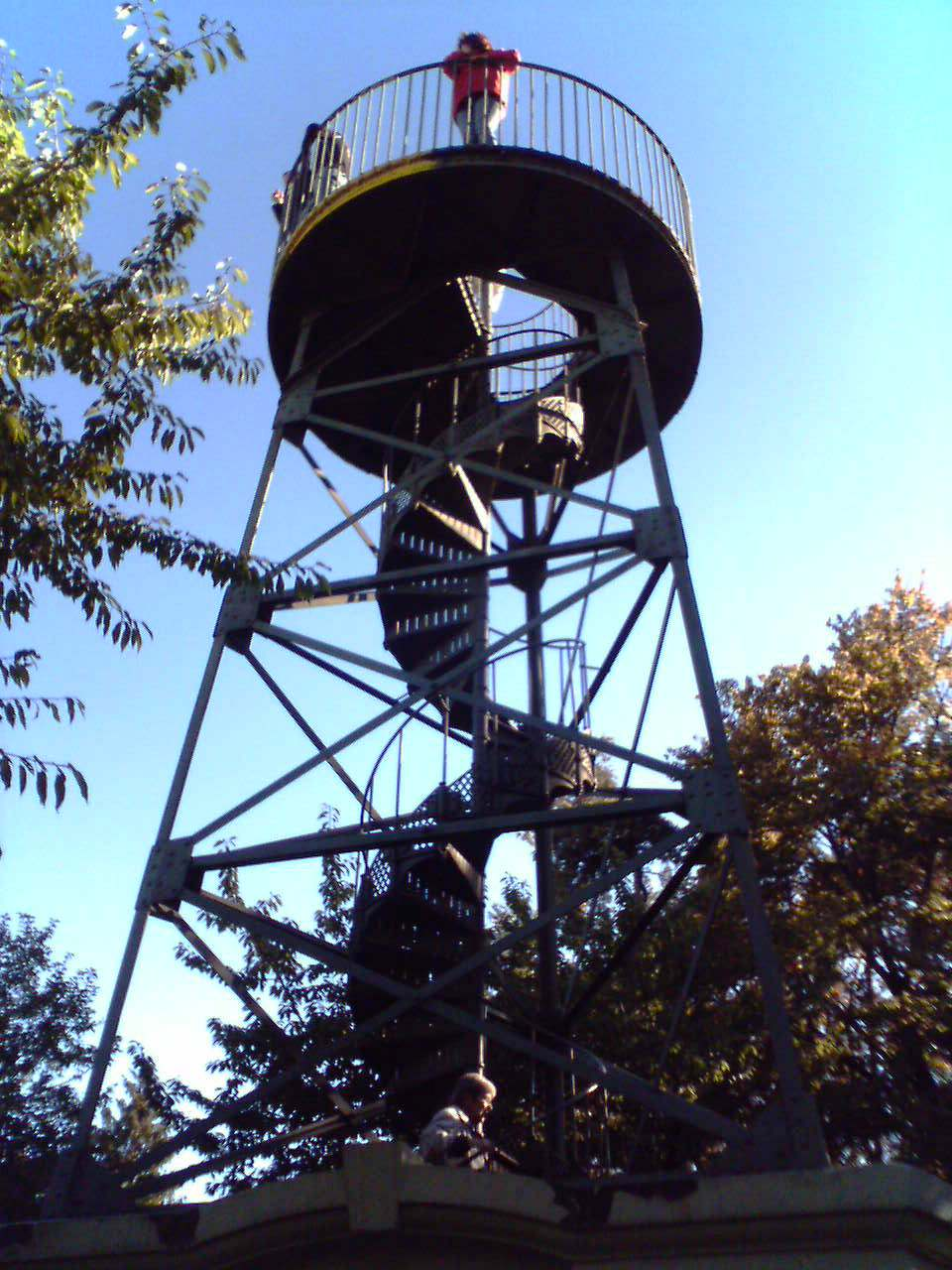
Die Kronprinz-Rudolf-Warte am Buchkogel